# Eophrixus shojii
Eophrixus shojii är en kräftdjursart som beskrevs av Sueo M. Shiino 1941. Eophrixus shojii ingår i släktet Eophrixus och familjen Bopyridae. Inga underarter finns listade i Catalogue of Life.